# Żelewo
Elewo [ʐɛˈlɛvɔ] (tiếng Đức: Seelow) là một ngôi làng thuộc khu hành chính của Gmina Stare Czarnowo, thuộc quận Gryfino, West Pomeranian Voivodeship, ở phía tây bắc Ba Lan. Nó nằm khoảng 5 kilômét (3 mi) về phía đông của Stare Czarnowo, 25 km (16 mi) ở phía đông Gryfino và 24 km (15 mi) về phía đông nam của thủ đô khu vực Szczecin.
Trước năm 1945, khu vực này là một phần của Đức. Đối với lịch sử của khu vực, xem Lịch sử của Pomerania.